# Mapa de Waldseemüller

Universalis Cosmographia, o mapa de 1507, a mostrar as Américas, África, Europa, Ásia, e o Oceano Pacífico separando a Ásia das Américas.

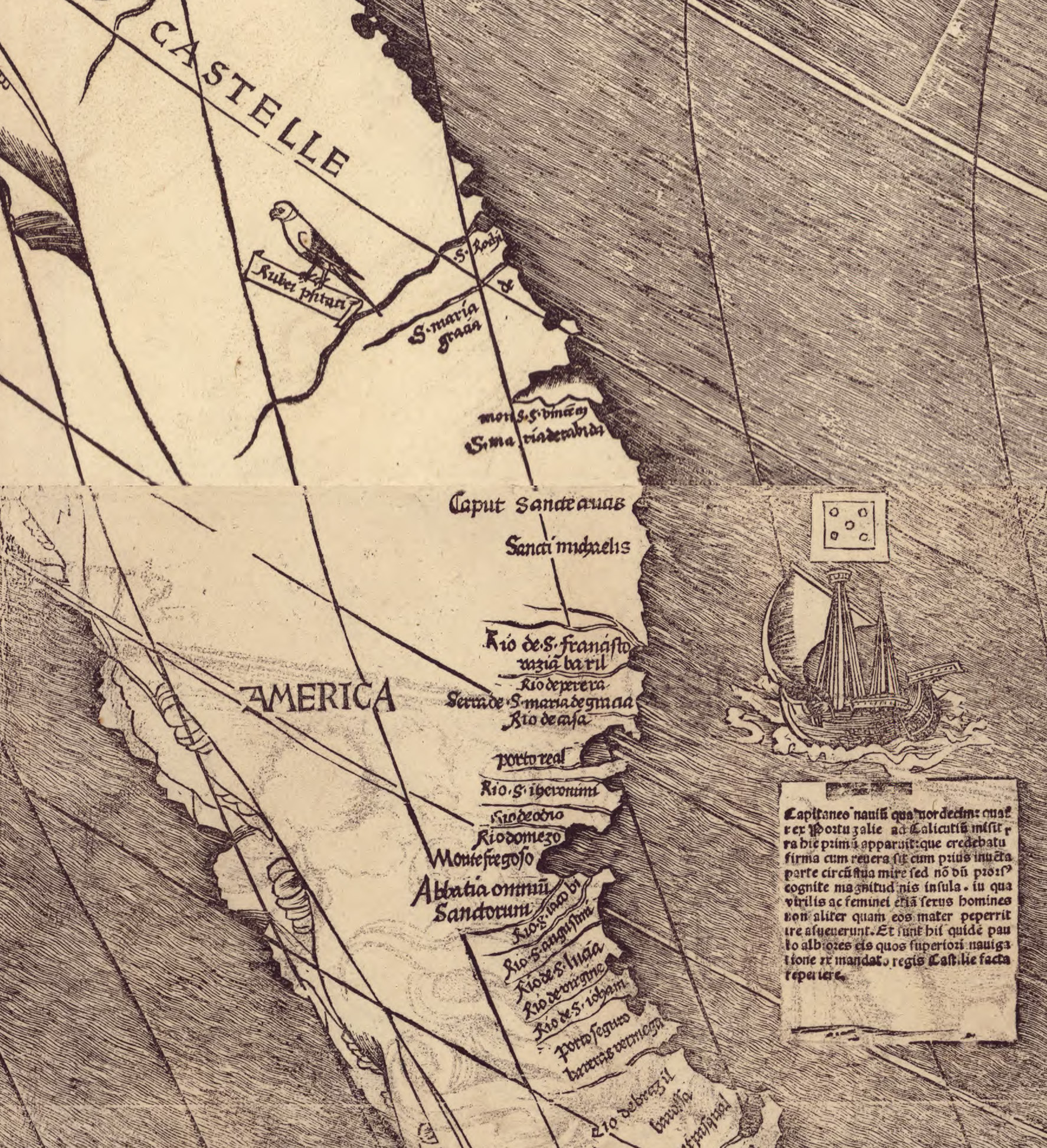
Detalhe do mapa a mostrar o nome "América".

O Mapa de Waldseemüller, ou Universalis Cosmographia, é um mapa do mundo impresso pelo cartografo alemão Martin Waldseemüller, originalmente publicado em abril de 1507.
É o primeiro mapa do mundo a utilizar o termo "América". Foi desenhada baseando-se no mapa de Ptolomeu, expandido para acomodar as Americas e as altas latitudes.
Uma cópia do mapa ainda existe na Biblioteca do Congresso em Washington, D.C..

## Literatura
- Lester, Toby: The Fourth Part of the World: An Astonishing Epic of Global Discovery, Imperial Ambition, and the Birth of America, Free Press, 2010, 496 p. ISBN 1-4165-3534-9.